# Téléassistance
Ne doit pas être confondu avec Hotline.
 (août 2023).
La téléassistance, la télé-assistance, l'assistance téléphonique, l'assistance en ligne (anglais : helpline) ou encore l'assistance à distance[réf. nécessaire], désigne l'action ou le service qui permet d'aider à distance des utilisateurs, d'un système ou d'un produit, à l'aide d'un moyen de télécommunication.

## Types
- Téléassistance à la personne, services d'aide aux personnes ;
  - Téléassistance à domicile, service de maintien à domicile des personnes ;
  - Téléassistance psychologique, service d'écoute et de soutien psychologique ;
  - Téléassistance médicale ;
- Téléassistance informatique, soutien de l'utilisateur aux activités informatiques :
  - Assistance à distance Windows, un logiciel édité par Microsoft.
- Téléphone grave danger, un dispositif pour les personnes victimes de violences conjugales.